# Hyalopecten tydemani
Hyalopecten tydemani is een tweekleppigensoort uit de familie van de Pectinidae. De wetenschappelijke naam van de soort is voor het eerst geldig gepubliceerd in 1990 door Dijkstra.